# Nicolás Palavecino
Jeremias Nicolás Palavecino (Mburucuyá, 29 marzo 2003) è un calciatore argentino, centrocampista del Defensa y Justicia.

## Carriera
Cresciuto nel settore giovanile dell'Estudiantes (LP), debutta in prima squadra il 26 luglio 2021 in occasione dell'incontro di Primera División perso 1-0 contro l'Independiente.

## Statistiche

### Presenze e reti nei club
Statistiche aggiornate al 2 maggio 2025.
| Stagione                  | Squadra                   | Campionato                | Campionato | Campionato | Coppe nazionali | Coppe nazionali | Coppe nazionali | Coppe continentali | Coppe continentali | Coppe continentali | Altre coppe | Altre coppe | Altre coppe | Totale | Totale |
| Stagione                  | Squadra                   | Comp                      | Pres       | Reti       | Comp            | Pres            | Reti            | Comp               | Pres               | Reti               | Comp        | Pres        | Reti        | Pres   | Reti   |
| ------------------------- | ------------------------- | ------------------------- | ---------- | ---------- | --------------- | --------------- | --------------- | ------------------ | ------------------ | ------------------ | ----------- | ----------- | ----------- | ------ | ------ |
| 2021                      | Estudiantes (LP)          | PD                        | 4          | 0          | CA+CdL          | 0               | 0               | -                  | -                  | -                  | -           | -           | -           | 4      | 0      |
| feb.-lug. 2022            | Estudiantes (LP)          | PD                        | 0          | 0          | CA+CdL          | 0+1             | 0               | CL                 | 1                  | 0                  | -           | -           | -           | 2      | 0      |
| lug.-nov. 2022            | Montevideo City Torque    | PD                        | 11         | 1          | CU              | 2               | 0               | -                  | -                  | -                  | -           | -           | -           | 13     | 1      |
| 2023                      | Estudiantes (LP)          | PD                        | 2          | 0          | CA+CdL          | 2+2             | 0               | CS                 | 2                  | 0                  | -           | -           | -           | 8      | 0      |
| Totale Estudiantes (LP)   | Totale Estudiantes (LP)   | Totale Estudiantes (LP)   | 6          | 0          |                 | 5               | 0               |                    | 3                  | 0                  |             | -           | -           | 14     | 0      |
| 2024                      | Defensa y Justicia        | PD                        | 13         | 0          | CA+CdL          | 0+4             | 0               | CS                 | 6                  | 1                  | -           | -           | -           | 23     | 1      |
| 2025                      | Defensa y Justicia        | PD                        | 4          | 0          | CA              | 0               | 0               | CS                 | 1                  | 0                  | -           | -           | -           | 5      | 0      |
| Totale Defensa y Justicia | Totale Defensa y Justicia | Totale Defensa y Justicia | 17         | 0          |                 | 4               | 0               |                    | 7                  | 1                  |             | -           | -           | 28     | 1      |
| Totale carriera           | Totale carriera           | Totale carriera           | 34         | 1          |                 | 11              | 0               |                    | 10                 | 1                  |             | -           | -           | 55     | 2      |